# Bukovka
Bukovka település Csehországban, a Pardubicei járásban. Bukovka Neratov, Křičeň, Lázně Bohdaneč, Rohovládova Bělá, Přelovice, Kasalice és Vlčí Habřina településekkel határos. Lakosainak száma 424 fő (2024. január 1.).

## Népesség
A település lakosságának változását az alábbi diagram mutatja:
| Lakosok száma | 466  | 418  | 401  | 330  | 346  | 374  | 388  | 392  | 382  | 424  |
|               | 1869 | 1900 | 1921 | 1961 | 1980 | 2011 | 2016 | 2019 | 2021 | 2024 |